# Torleiv Spake
Torleiv spake Hordasson también Kåresson (apodado el Sabio; nórdico antiguo: Þorleifr inn spaki Hǫrða-Kåresson, n. 896) fue un caudillo vikingo de la segunda mitad del siglo X en Moster, Hordaland, Noruega aunque también residía durante largas temporadas en la región de Oslo.
Fue principalmente conocido por sus conocimientos de la ley y por apoyar al hijo del jarl de Lade, Eirik Håkonsson. Torleiv era hijo de Horda-Kåre Aslaksson y de las pocas fuentes que le mencionan, se sabe que fue criado por una concubina del Haakon Jarl y llegó a ser un poderoso hombre con recursos, pues cuando Eirik cumplió 12 años, le regaló un snekke de quince remos por cada flanco totalmente equipado.
Torleiv Spake era sobre todo un erudito del Gulating lo que sugiere que tenía una buena posición y respeto social. Snorri Sturluson escribió que Haakon el Bueno impuso el Gulating con el asesoramiento de Torleiv. El cronista medieval Ari Thorgilsson cita en su Íslendingabók que un islandés llamado Úlfljótr fue enviado por los goðis desde la Mancomunidad Islandesa a Noruega para adquirir suficientes conocimientos durante tres años (927 – 930) y aprender la ley. Úlfljótr estuvo hospedado con Torleiv Spake en Oslo.
Heimskringla también menciona otro personaje llamado Torleiv Spake durante el reinado de Halfdan el Negro, que fue a pedir consejo en relación con un sueño.
Existe una corriente que pone el tela de juicio la figura histórica de Torleiv, pese a ser una de las figuras prominentes de la obra de Ari Thorgilsson, sugiriendo que el Gulating no fue una ley de larga tradición, sino que nació a raíz de la creación del Althing islandés.